# 在日缅甸人
在日緬甸人（日語：在日ミャンマー人）是僑居日本的緬甸國籍人士。日語的口語中通常稱之為在日ビルマ人（ざいにちビルマじん）。至2010年7月末，日本的外國人登錄統計在日緬甸人有8366人。

## 概要
1980年代，在日本的緬甸人以留學生為主。1988年年緬甸軍事政變發生以來，因對民主化運動的鎮壓而出逃到世界各國的緬甸人激增，其中逃至日本者亦有增加。
在日緬甸人多數以祖國實施政治迫害的理由而滯留日本，故請求認定為難民者較多。2010年日本開始接受緬甸難民經由第三國進入，其中包括日本政府接受出逃至泰國的緬甸人每年30人進入的政策。
東京都新宿區高田馬場周邊有「小仰光」之稱，是日本最大的緬甸人聚居區。另一種在日缅甸人是受軍政府壓逼的羅興亞人

## 相關鏈接
- 緬甸難民
- 緬侨（英语：Burmese diaspora）